# 諸司領
諸司領（しょしりょう）とは、太政官をはじめとする律令制の中央官司に属する所領のこと。そこからの収穫物から官司の経費および官人への給与へ充てた。

## 概要
律令制における中央財政は原則として大蔵省に入った庸・調及び大炊寮に入った年料舂米から官司の経費及び官人への給与の主要な財源となっていた。例えば、官人への給与の中核である給与制度は、位禄・季禄・時服は庸・調から、月料・要劇料・番上粮は年料舂米から支出されていた。
ところが、奈良時代後期以後、庸調収入の悪化によって中央財政が悪化すると、それらの負担は地方に転嫁（正税の交易による代替物の確保、国衙の料米からの捻出）されるようになったが解決には至らず、却って地方財政の悪化まで招いた。
そのため、平安時代の元慶3年（879年）、畿内に4000町の官田を設置して官司の経費・官人への給与を捻出しようとした（「元慶官田」）が、2年後にはその一部が分割されて直接官司に与えられ、それぞれの官司が独自に財政を運営することになった。これらは要劇田・諸司田などと呼ばれ、諸司領の原型となった。その後、それぞれ官司が必要な費用や物資（料物）を料国と称された諸国に割り当てる料国制を採用するようになった。ところが平安時代末期になると、戦乱の影響で諸国からの料物が急速に減少していった。そのため、代わりに諸国に便補保を設置して実質上の荘園経営に乗り出したり、供御人や商人から「上分」などの名目で課税をしたり、率分銭・関銭などを徴収した。例えば、内蔵寮や内膳司は鳥や魚、大炊寮は米、造酒司は酒など、当時の一大消費地であった京都を巡る流通・販売に関与して徴税したのである。
その他にも諸国にあった公田・乗田の地子に由来する太政官厨家領や御稲田を背景とする大炊寮領、氷室を背景とする主水寮領、杣を背景とする修理職領などが存在した。また、官司請負制の展開と共に特定の公家が特定の官司の長の地位に就く（山科家の内蔵頭や壬生家の主殿頭など）ようになると、それらの公家の私領と所属官司の所領の区別が不明確な状況で運営が行われる場合もあった。勿論、諸司領である以上、その収益は官司の運営に使われるのが前提とされ、官司の長が複数の系統によって担われていたり、長が解官されて交替となっていた場合には諸司領は後任へ引き渡しをしなければならなかった。また、諸司領は天皇に奉仕し、また天皇を中心とする朝廷組織の運営に使われている点において禁裏御料の性格も有していたから、諸司領の売却などの目的外行為が発覚した場合には、天皇は官司の長を解官した上で諸司領も没収し、更に朝廷や幕府による徳政令や公領興行令が出される場合もあった。